# ميخائيل ألين (سياسي)
ميخائيل ألين (بالإنجليزية: Michael Allen)‏ هو نقابي ومحامي وسياسي أمريكي، ولد في 2 يناير 1947 في لوس أنجلوس في الولايات المتحدة. حزبياً، نشط في حزب كاليفورنيا الديمقراطي ‏ والحزب الديمقراطي. وقد انتخب عضو جمعية ولاية كاليفورنيا.